# Баркер, Наташа
Ната́ша Джейн Ба́ркер (англ. Natasha Jane Barker; 30 ноября 1970, Сидней, Австралия) — австралийская тяжелоатлетка, участница летних Олимпийских игр 2000 года, двукратный призёр игр Содружества.

## Спортивная биография
На чемпионате мира 1999 года Баркер по сумме упражнений подняла вес 177,5 кг и заняла 24-е место.
В 2000 году Баркер приняла участие в летних Олимпийских играх, проходивших в родном для спортсменки Сиднее. В соревнованиях в категории до 58 кг австралийская спортсменка в сумме упражнений взяла вес 180 кг, что позволило ей занять только 10-е место.
Также австралийская тяжелоатлетка дважды становилась призёром игр Содружества.